# San Francisco (Zurbarán, Múnich)
San Francisco o San Francisco en éxtasis (Der hl. Franziskus in Ekstase) es un lienzo de Francisco de Zurbarán, que consta con la referencia 261 en el catálogo razonado realizado por Odile Delenda, especializada en este artista.

## Introducción
San Francisco de Asís fue el tema que más veces pintaron Zurbarán y sus ayudantes —en diversas variantes— desde los inicios hasta el final de la carrera del pintor. Los lienzos considerados autógrafos muestran la reserva, el inmovilismo, la atención a la realidad y a la naturaleza de los objetos, propios de Zurbarán, quien representó a este santo según el nuevo prototipo recomendado por las disposiciones sobre arte emanadas del Concilio de Trento.
San Francisco según la visión del papa Nicolás V —Museo de Bellas Artes de Lyon— y el presente lienzo, son las dos únicas obras de Zurbarán que se encontraban fuera de España, antes de que se produjera el expolio napoleónico. Anteriormente, se había atribuido esta obra a Guido Reni, siendo probablemente Johann Georg von Dillis —director de la colección de Luis I de Baviera —quien realizó la correcta atribución a Zurbarán.

## Análisis de la obra

### Datos técnicos y registrales
- Múnich, Colecciones de Pinturas del Estado de Baviera (Pinacoteca Antigua de Múnich) n º. de catálogo 504;[3]
- Pintura al óleo sobre lienzo;
- Dimensiones: 64,7 x 53,1 cm;
- Fecha de realización: ca, 1658-1660; (ca. 1660, según el Museo);
- Consta con el n º. 261 en el catálogo de Odile Delenda, y con el 484 en el de Tiziana Frati.[4]

### Descripción de la obra
Se trata de una obra destinada a la devoción privada, propia de la última etapa de Zurbarán. San Francisco aparece de medio cuerpo, con su mano derecha sobre el pecho, y con la izquierda apoyada en un cráneo, Como en otros lienzos de este tema, aparece con la boca abierta, y los ojos alzados hacia el cielo en un estado de arrobamiento. Lleva el hábito.de los hermanos menores descalzos, de sayal, con la capucha echada sobre la cabeza. La figura está pintada con tonos cálidos, que contrastan con las tonalidades grises del celaje. La suave degradación de los colores pardo-castaños, plateado-grises y celestes es propia de última fase del pintor, en la cual había dejado atrás el tenebrismo de etapas anteriores. El cráneo —pintado con gran atención— es muy liso y brillante, con grandes cuencas orbitales dirigidas hacia el espectador.

## Procedencia
1. Mannheim, en la Galería del Carlos Teodoro, príncipe elector del Palatinado;
2. Trasladado con toda la Galería de Mannheim a Múnich en 1799 e instalado en la Hofgartengalerie;
3. Trasladado a la Pinacoteca de Múnich en 1836.[6]